# Nhị lép

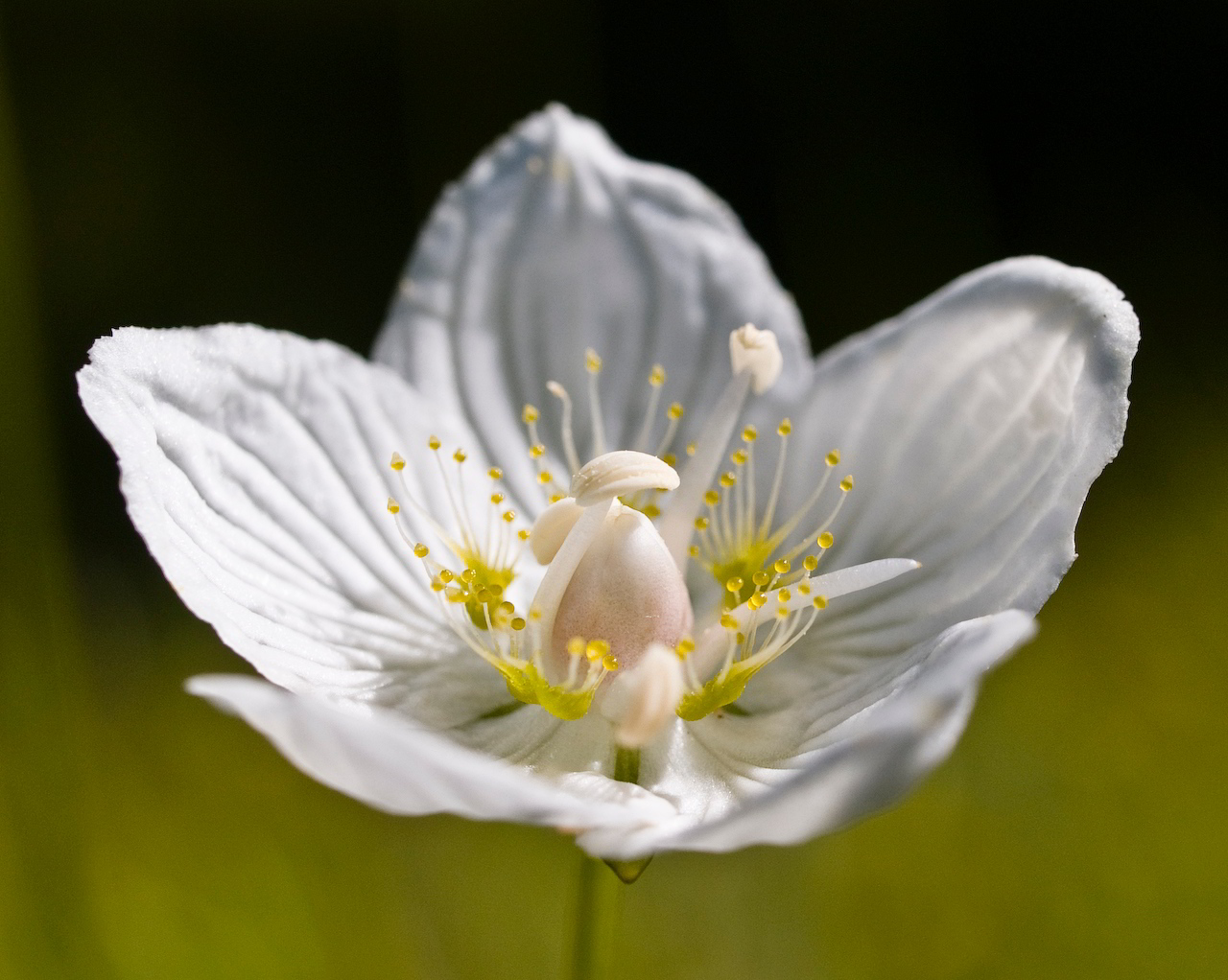
Hoa Parnassia palustris: nhị hữu thụ (màu trắng, có bao phấn ở đầu) và nhị lép (màu vàng lục, có nhiều thùy dạng sợi được trang bị các tuyến)

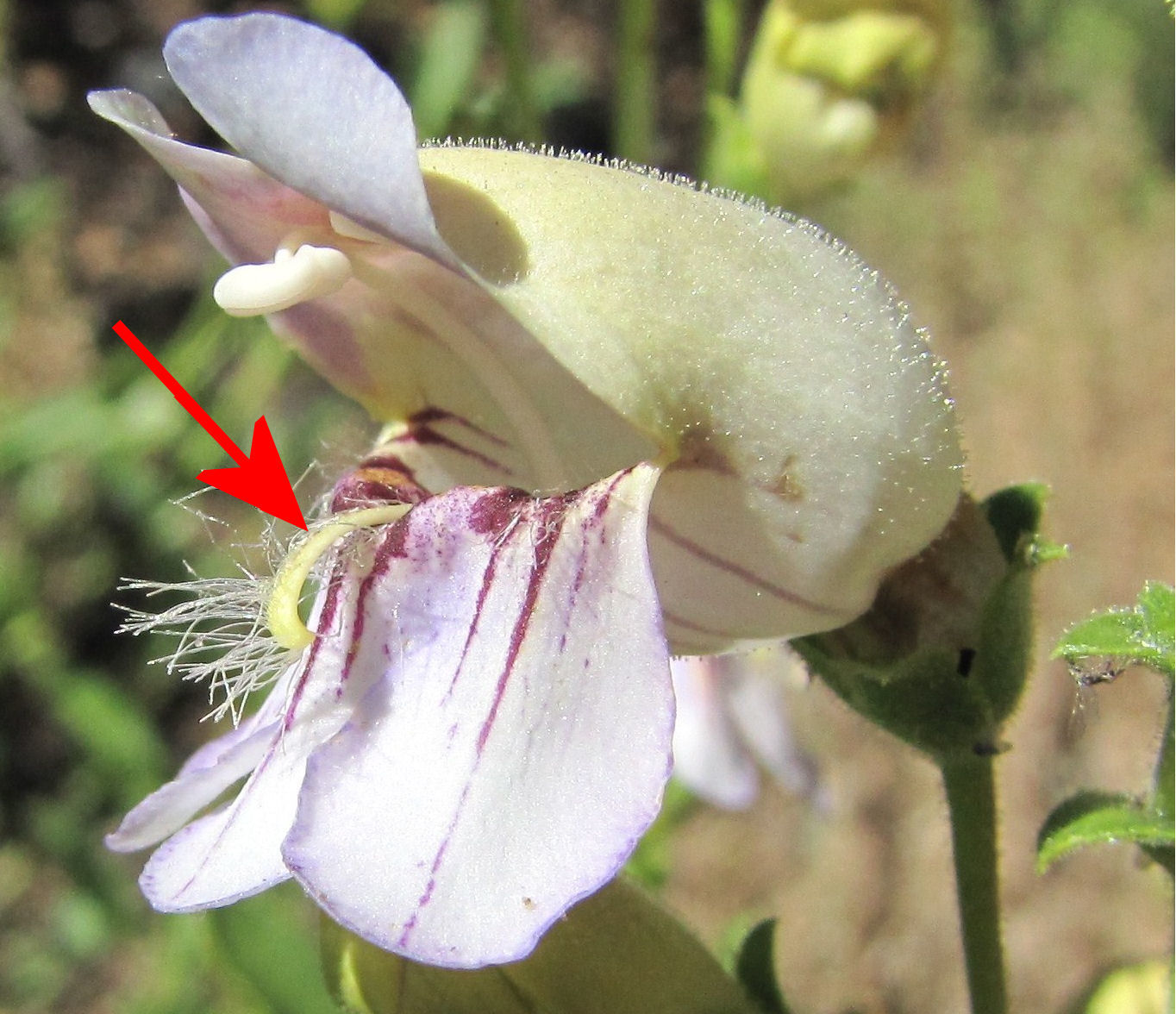
Mũi tên chỉ vào nhị lép có lông của hoa Penstemon grinellii

Trong thực vật học, nhị lép là một nhị vô sinh, không tạo ra phấn hoa. Nhị lép thường không dễ thấy và giống nhị hoa, thường mọc ở vòng bên trong của hoa, nhưng đôi khi cũng đủ dài để nhô ra khỏi tràng hoa.

## Một số ví dụ nhị lép
Đôi khi, nhị lép được biến đổi để tạo ra mật hoa, như ở cây phỉ (chi Hamamelis).
Nhị lép có thể là một đặc điểm quan trọng để phân biệt giữa các loài, ví dụ như ở chi Paphiopedilum và chi Penstemon.
Trong trường hợp của chi Cannas, nhị lép được biến đổi thành những bộ phận có màu sắc bắt mắt giống chức năng của cánh hoa.
Vòng nhị lép ở cây Đầu lân Couroupita guianensis, một loại thực vật nhiệt đới mọc ở Nam Mỹ có kích thước lớn hơn cả vòng nhị hữu thụ, cả chỉ nhị và bao phấn ở nhị lép đều lớn hơn nhị hữu thụ.
Ở cây hoa râm bụt Hibiscus rosa-sinensis, có 1 vòng nhị lép bị tiêu giảm nhưng rất khó quan sát qua hình thái ngoài, chỉ khi phân tích hoa đồ mới phát hiện gián tiếp vòng nhị lép thông qua định hướng hoa và xếp vòng xen kẽ - đối diện với lá bắc.